# Indiaporã (kommun)
Indiaporã är en kommun i Brasilien.   Den ligger i delstaten São Paulo, i den södra delen av landet, 500 km sydväst om huvudstaden Brasília. Antalet invånare är 3 906.
Följande samhällen finns i Indiaporã:
- Indiaporã

Omgivningarna runt Indiaporã är en mosaik av jordbruksmark och naturlig växtlighet. Runt Indiaporã är det glesbefolkat, med 11 invånare per kvadratkilometer.